# Montoro Inferiore
Montoro Inferiore var en kommun i provinsen  Avellino, i regionen Kampanien. Kommunen hade 10 573 invånare  (2013) och gränsar till kommunerna Bracigliano, Contrada, Fisciano, Forino, Mercato San Severino  samt Montoro Superiore. Den 3 december 2013 slogs den samman med Montoro Superiore i den nya kommunen Montoro.